# Horseshoe Island, Queensland
Horseshoe Island är en ö i Australien. Den ligger i ögruppen South Wellesley Islands i delstaten Queensland, omkring 1 800 kilometer nordväst om delstatshuvudstaden Brisbane. Arean är 2,0 kvadratkilometer. Den sträcker sig 1,9 kilometer i nord-sydlig riktning, och 1,9 kilometer i öst-västlig riktning.